# Національний інформаційний фонд України
Національний інформаційний фонд України — масив документів великих галузевих та міжгалузевих центрів та інститутів інформації, відділів науково - технічної інформації, організацій, фірм, комерційних служб та обчислювальних центрів.